# Kuzmice (Nitra)
Kuzmice (in ungherese Nyitrakozma) è un comune della Slovacchia facente parte del distretto di Topoľčany, nella regione di Nitra.